# کفر شکر
کفر شکر نام شهر و شهرستانی در استان قلیوبیه مصر است.